# Институт неорганической химии имени А. В. Николаева СО РАН
Институт неорганической химии им. А. В. Николаева СО РАН — институт Сибирского Отделения Академии Наук, организованный в 1957 году. Расположен в Новосибирске.

## Общие сведения
Основными направлениями исследований института являются химия неорганических соединений (координационных, кластерных и супрамолекулярных и других), химическая термодинамика неорганических систем, кристаллохимия и электронное строение неорганических веществ, физико-химические основы процессов разделения и очистки веществ и др. Также, институт является профильной организацией по направлению «Метрология».

## История
Институт основан вместе с организацией СО АН СССР в 1957 году. Для этого были привлечены молодые учёные из ведущих профильных институтов СССР:
Институт общей и неорганической химии им. Курнакова (Москва), Московский государственный университет им. М.В. Ломоносова, Ленинградский государственный университет им. А. А. Жданова, Московский химико-технологический институт им. Д. И. Менделеева; Ленинградский химико-технологический институт им. Ленсовета и Горьковский государственный университет им. Лобачевского.

## Директора
- 1958 — А. В. Николаев, д.х.н., профессор, академик АН СССР (1966)
- 1980 — С. П. Губин, д.х.н., профессор
- 1983 — Ф. А. Кузнецов, академик АН СССР
- 2005 — В. П. Федин, д.х.н., профессор, член-корреспондент РАН (2011)
- 2019 — Д. Н. Дыбцев, д.х.н., профессор РАН
- 2020 — К. А. Брылев, д.х.н.,  профессор РАН

## Структура
- Отдел химии координационных, кластерных и супрамолекулярных соединений
  - Лаборатория химии экстракционных процессов (c 1961 г.)
  - Лаборатория химии комплексных соединений (с 1961 г.)
  - Лаборатория клатратных соединений (c 1974 г.)
  - Лаборатория синтеза комплексных соединений (с 1958 г.)
  - Лаборатория химии редких платиновых металлов (с 2002 г.)
  - Лаборатория металл-органических координационных полимеров (c 2002 г.)
  - Лаборатория синтеза кластерных соединений и материалов (с 2006 г.)
  - Лаборатория химии полиядерных металл-органических соединений (с 2010 г.)
  - Лаборатория биоактивных неорганических соединений (с 2018 г.)
- Отдел химии функциональных материалов
  - Лаборатория синтеза и роста монокристаллов соединений РЗЭ (с 1958 г.)
  - Лаборатория физики низких температур (с 1960 г.)
  - Лаборатория функциональных пленой и покрытий (с 1963 г.)
  - Лаборатория термодинамики неорганических материалов (с 1983 г.)
  - Лаборатория роста кристаллов (с 1991 г.)
  - Лаборатория физикохимии наноматериалов (с 2006 г.)
- Отдел структурной химии
  - Лаборатория кристаллохимии (с 1958 г.)
  - Лаборатория физико-химических методов исследования газовых сред (с 1973 г.)
  - Аналитическая лаборатория (с 1964 г.)
  - Лаборатория химии летучих координационных и металлоорганических соединений (с 1969 г.)
  - Лаборатория физической химии конденсированных сред (с 2002 г.)
  - Лаборатория металлоорганических соединений для осаждения диэлектрических материалов (с 2022 г.)

## Сотрудники института
- академик Кузнецов Фёдор Андреевич (1932—2014)
- член-корреспондент РАН Федин Владимир Петрович
- профессор Фёдоров Владимир Ефимович
- профессор РАН Дыбцев Данил Николаевич
- профессор РАН Соколов Максим Наильевич
- профессор РАН Басова Тамара Валерьевна

## Дирекция
- Директор — Брылев Константин Александрович, д.х.н.  (2020)
- Заместители директора по научной работе:
  - Дыбцев Данил Николаевич, д.х.н., профессор РАН
  - Коренев Сергей Васильевич, д.х.н., профессор

- Заместители директора по инновационной деятельности:
  - Гельфонд Николай Васильевич, д.х.н.

## Заслуженные деятели науки РФ
- профессор Фёдоров Владимир Ефимович (2004)
- профессор Мазалов Лев Николаевич (2014)